# 圣沙弟乐圣母堂

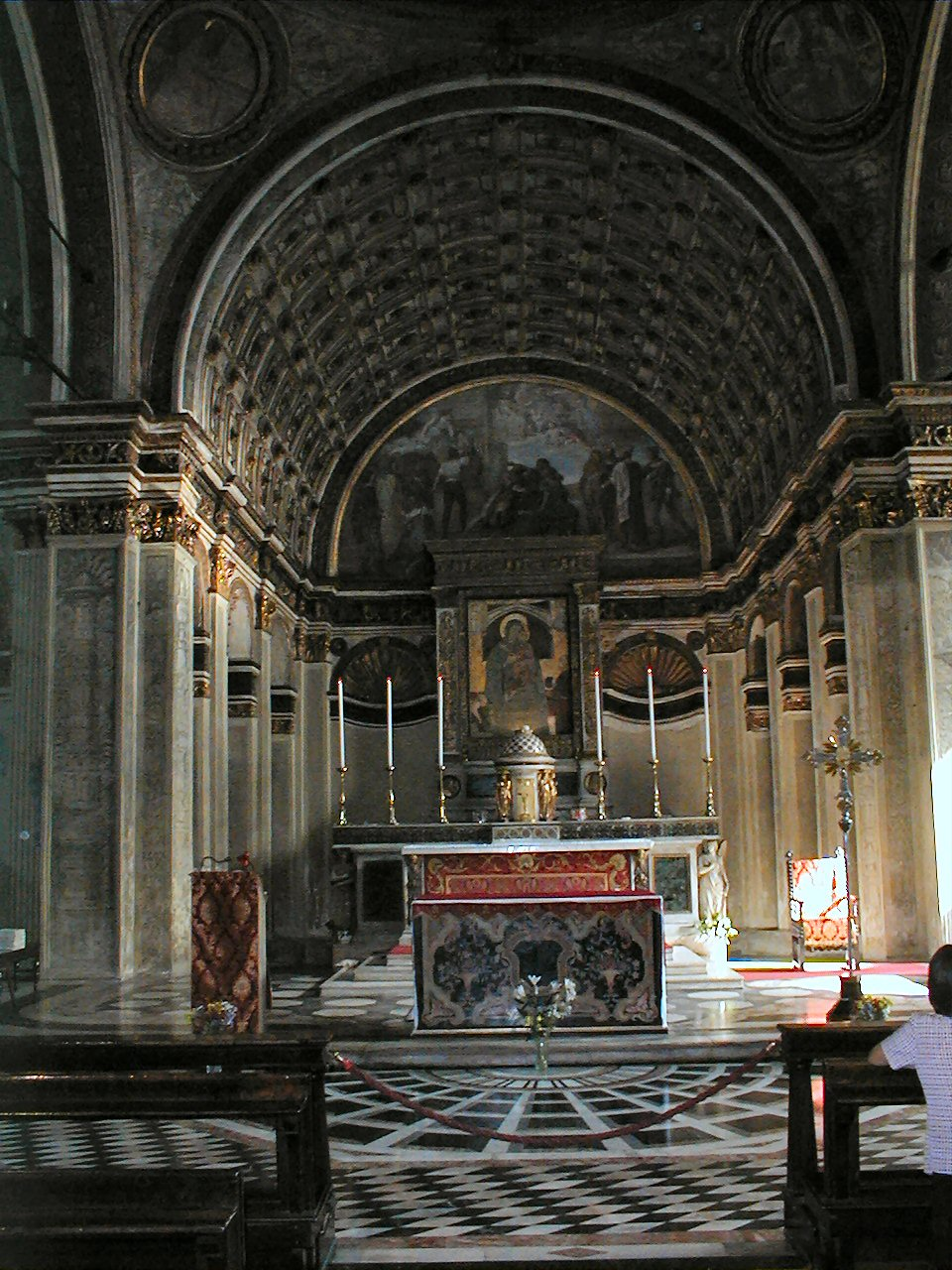
内部

圣沙弟乐圣母堂（Santa Maria presso San Satiro）是意大利米兰的一座罗马天主教教堂。 
这个地点最早的宗教建筑由总主教Anspertus建于879年，供奉圣沙弟乐，圣盎博罗削的兄弟。目前的教堂由斯福尔扎公爵建于1472年到1482年。据一些文献记载，设计师是来自马尔凯的拉曼特。然而，最近的文件证明布拉曼特只设计了祭衣间，大部分作品出自于乔瓦尼·安东尼奥·阿马德奥之手，他设计了立面。
最初室内油漆成白色和金色。钟楼仍是1480年代重建之前的罗曼式建筑的遗物。附属的洗礼堂建于15世纪。